# Dương Minh Tuấn
Dương Minh Tuấn (sinh ngày 24 tháng 11 năm 1974) là một chính trị gia người Việt Nam. Ông hiện là đại biểu quốc hội Việt Nam khóa XIV nhiệm kì 2016–2021, thuộc đoàn đại biểu quốc hội tỉnh Bà Rịa – Vũng Tàu, Phó Trưởng Đoàn chuyên trách Đoàn đại biểu Quốc hội tỉnh Bà Rịa – Vũng Tàu, Ủy viên Ban Thường vụ Hội Luật gia tỉnh Bà Rịa – Vũng Tàu, Ủy viên Ủy ban Quốc phòng và An ninh của Quốc hội. Ông đã trúng cử đại biểu quốc hội năm 2016 ở đơn vị bầu cử số 1, tỉnh Bà Rịa – Vũng Tàu gồm có thành phố Vũng Tàu và các huyện Long Điền, Đất Đỏ, Côn Đảo.

## Xuất thân
Dương Minh Tuấn sinh ngày 24 tháng 11 năm 1974 quê quán ở Thị trấn Long Điền, huyện Long Điền, tỉnh Bà Rịa – Vũng Tàu. 
Ông hiện cư trú ở Số 3A1, khu phố Long Tân, Thị trấn Long Điền, huyện Long Điền, tỉnh Bà Rịa – Vũng Tàu.

## Giáo dục
- Giáo dục phổ thông: 12/12
- Cử nhân Luật
- Cử nhân Hành chính
- Thạc sĩ Luật Kinh tế
- Cao cấp lí luận chính trị

## Sự nghiệp
Ông gia nhập Đảng Cộng sản Việt Nam vào ngày 19/5/2003.
Ông từng là đại biểu hội đồng nhân dân Tỉnh Bà Rịa – Vũng Tàu khóa III nhiệm kỳ 1999–2004, khóa IV nhiệm kỳ 2004–2011, khóa V nhiệm kỳ 2011–2016.
Khi ứng cử đại biểu Quốc hội Việt Nam khóa XIV vào tháng 5 năm 2016 ông đang là Tỉnh ủy viên, Phó trưởng Ban Pháp chế Hội đồng nhân dân tỉnh Bà Rịa – Vũng Tàu, Ủy viên Ban Thường vụ Hội Luật gia tỉnh Bà Rịa – Vũng Tàu, Chủ tịch Công đoàn cơ sở Văn phòng Đoàn Đại biểu Quốc hội và Hội đồng nhân dân tỉnh Bà Rịa – Vũng Tàu, làm việc ở Văn phòng
Đoàn đại biểu Quốc hội và Hội đồng nhân dân tỉnh Bà Rịa – Vũng Tàu.
Ông đã trúng cử đại biểu quốc hội năm 2016 ở đơn vị bầu cử số 1, tỉnh Bà Rịa – Vũng Tàu gồm có thành phố Vũng Tàu và các huyện Long Điền, Đất Đỏ, Côn Đảo, được 246.832 phiếu, đạt tỷ lệ 64,40% số phiếu hợp lệ.
Ông hiện là Tỉnh ủy viên, Phó Trưởng Đoàn chuyên trách Đoàn đại biểu Quốc hội tỉnh Bà Rịa – Vũng Tàu, Ủy viên Ban Thường vụ Hội Luật gia tỉnh Bà Rịa – Vũng Tàu, Ủy viên Ủy ban Quốc phòng và An ninh của Quốc hội.
Ông đang làm việc ở Văn phòng Đoàn đại biểu Quốc hội tỉnh Bà Rịa – Vũng Tàu.